# Matelea hildegardiana
Matelea hildegardiana är en oleanderväxtart som beskrevs av G. Morillo. Matelea hildegardiana ingår i släktet Matelea och familjen oleanderväxter. Inga underarter finns listade i Catalogue of Life.